# Walt Terrell
Pour les articles homonymes, voir Terrell.
Charles Walter Terrell (né le 11 mai 1958 à Jeffersonville, Indiana, États-Unis) est un ancien lanceur droitier de baseball.
Il évolue dans la Ligue majeure de baseball de 1982 à 1992, jouant 7 de ses 11 saisons avec les Tigers de Détroit.

## Carrière
Joueur à l'université d'État de Morehead, Walt Terrell est choisi à deux reprises au repêchage de la Ligue majeure de baseball : par les Mets de New York au 15e tour de sélection en 1979 et par les Rangers du Texas au 33e tour en 1980. S'il signe son premier contrat professionnel avec les Rangers, c'est avec les Mets qu'il fait ses débuts dans le baseball majeur le 18 septembre 1982 puisque, encore joueur de ligues mineures, Terrell est avec le lanceur droitier Ron Darling échangé de Texas à New York le 1er avril 1982 en retour de Lee Mazzilli, un joueur de champ extérieur. 
Après 3 départs pour les Mets en 1982, Terrell est lanceur partant pour New York au cours des deux saisons suivantes. Sa moyenne de points mérités de 3,52 en 33 départs et 215 manches lancées en 1984 est sa meilleure en carrière.
Le 7 décembre 1984, les Mets l'échangent aux Tigers de Détroit contre le joueur de troisième but Howard Johnson. Terrell maintient une moyenne de points mérités de 3,85 en 34 départs pour Détroit en 1985. Il connaît des saisons de 15 victoires en 1985 et 1986 avant de remporter un sommet personnel de 17 matchs (contre 10 défaites) en 1987. Sa moyenne est supérieure à 4 points mérités par partie chaque année à partir de 1986. De 1984 à 1989, il lance chaque fois au-dessus de 200 manches par saison. Terrell joue son seul match des séries éliminatoires le 10 octobre 1987 lorsqu'il est lanceur partant des Tigers lors du troisième match de la Série de championnat de la Ligue américaine : il accorde 6 points en 6 manches aux Twins du Minnesota mais n'est pas le lanceur de décision dans la victoire de 7-6 de Détroit,.
Le 28 octobre 1988, les Tigers échangent Terrell aux Padres de San Diego contre Keith Moreland et Chris Brown. Terrell partage la saison 1989 entre les Padres et les Yankees de New York. Le 22 juillet 1989, il est avec le lanceur droitier Freddie Toliver échangé aux Yankees contre le lanceur Don Schulze et Mike Pagliarulo, un joueur de troisième but. 
Devenu agent libre, Walt Terrell signe un contrat de 3,6 millions de dollars pour trois ans avec les Pirates de Pittsburgh en novembre 1989 mais, déçus de ses performances (il a deux victoires, 7 défaites et une moyenne de points mérités de 5,88 en 16 départs), ceux-ci le libèrent de ce contrat en cours de saison 1990, alors qu'ils lui doivent toujours plus de deux millions de dollars. Terrell rejoint alors son ancien club, les Tigers de Détroit, pour finir la saison 1990 et il y joue jusqu'à sa dernière campagne en 1992.
Walt Terrell joue 321 matchs en 11 saisons dans les Ligues majeures de baseball, dont 294 comme lanceur partant. Sa moyenne de points mérités en carrières s'élève à 4,22. Il compte 111 victoires, 124 défaites, 56 matchs complets, 14 blanchissages et 929 retraits sur des prises.
À l'attaque, Terrell réussit 3 circuits et récolte 10 points produits dans les majeures. Ses 3 circuits et 8 de ses points produits en carrière sont accumulés en seulement 6 matchs durant la saison 1983 avec les Mets de New York, notamment grâce à un match de deux circuits et 4 points produits le 6 août 1983 contre les Cubs à Chicago.